# Údolí Aosty
Údolí Aosty (italsky Valle d'Aosta, francouzsky Vallée d'Aoste) je malá autonomní oblast a zároveň provincie na severozápadě Itálie. Údolí Aosty je vsazeno mezi horské masivy Walliských a Grajských Alp. Sousedí s Francií na západě, Švýcarskem na severu a italským Piemontem na jihu. Je územně nejmenším z italských krajů a zároveň krajem s nejméně obyvateli.
Region má rozlohu 3263 km² a 120 tisíc obyvatel. Hlavním městem je Aosta (Aoste).
Úředním jazykem je vedle italštiny také francouzština.

## Geografie
Střed kraje leží v údolí, kterým protéká řeka Dora Baltea. V západní části se nachází masiv Mont Blanc (Monte Bianco) (4 810 m), nejvyšší hora Evropy. Na severu se rozkládají Penninské Alpy s nejvyššími vrcholy Monte Rosou (4 634 m) a Matterhornem (Monte Cervino) (4 478 m). Na jihu leží Grajské Alpy s nejvyšším vrcholem Gran Paradiso (4 061 m), který se nachází na území nejstaršího italského národního parku Gran Paradiso. Východ Údolí Aosty postupně přechází do Pádské nížiny.